# Johnny Mnemonic
Johnny Mnemonic (titulada: Fugitivo del futuro en algunos países de Hispanoamérica) es una película estadounidense-canadiense de 1995 dirigida por Robert Longo, basada en el cuento homónimo de William Gibson y protagonizada por Keanu Reeves y Dolph Lundgren. La película retrata la visión distópica de Gibson del futuro con un mundo dominado por megacorporaciones y con fuertes influencias del este asiático.
La película se rodó en localizaciones de Canadá, con Toronto y Montreal reemplazando los escenarios de Newark, Nueva Jersey y Pekín, China de la película. Una serie de sitios locales, incluida la Union Station de Toronto, el horizonte de Montreal y el puente Jacques Cartier, ocupan un lugar destacado.
Fue estrenada el 15 de abril de 1995 en Japón en una versión más larga (103 minutos) que se acerca más al corte del director, con una partitura de Mychael Danna y una edición diferente, 26 de mayo en Estados Unidos y el 8 de septiembre del mismo año en España.

## Argumento
En 2021, el mundo de la información electrónica ha alcanzado una escala sin precedentes. Una gran parte de la población del planeta Tierra sufre por ello una nueva enfermedad llamada "síndrome del temblor negro" (nerve attenuation syndrome o NAS en inglés) causada por ese mar de información electrónica, que muchos no pueden soportar físicamente, lo que a largo plazo, causa la enfermedad. Las megacorporaciones controlan gran parte del mundo, intensificando la hostilidad de clase ya creada por el "síndrome del temblor negro".
Johnny Mnemonic es un "mensajero", alguien con un implante cerebral capaz de almacenar 160 gigabytes de datos y que los transporta de manera discreta a cambio de mucho dinero y a costa de sus recuerdos de la infancia. Su trabajo actual es contratado por un grupo de científicos para sacar 320 gigabytes de información secreta desde Pekín, China y llevarla a Newark, Estados Unidos. Al principio, Johnny se resiste cuando se entera de que los datos exceden la capacidad de su memoria, incluso con la compresión, pero está de acuerdo, dado que la gran tarifa será suficiente para cubrir el costo de la operación para retirar el dispositivo. Johnny procede con la transferencia sabiendo que la sobrecarga lo matará en 72 horas si no saca los datos antes en unos días o sufrir daños psicológicos. Para protegerse usa una contraseña visual, que consiste simplemente en tomar tres escenas aleatorias de la televisión, la cual es luego enviada por fax al destinatario (las dos primeras escenas mostradas son una hamburguesa y un superhéroe) para que solo él pueda descargarlas, pero justo después de la transferencia, sus contratistas son asesinados por los yakuza, dirigido por Shinji antes de que las imágenes puedan transmitirse por completo. Johnny escapa con una parte de las imágenes, pero es perseguido tanto por los yakuza como por las fuerzas de seguridad de Pharmakom, una de las megacorporaciones dirigidas por Takahashi (Takeshi Kitano), ambos en busca de los datos que lleva. Johnny comienza a presenciar breves imágenes de una proyección femenina de una inteligencia artificial (IA) que intenta ayudar a Johnny, pero él la descarta. 
Al volver a Estados Unidos, Johnny se encuentra con su controlador Ralfi para explicarle la situación, pero descubre que Ralfi también está trabajando con los yakuza y quiere matar a Johnny para obtener el dispositivo de almacenamiento. Johnny es rescatado por Jane, una guardaespaldas mejorada cibernéticamente y los miembros del antisistema Lo Teks y su líder J-Bone, no sin antes acabar con él. Jane lleva a Johnny a una clínica dirigida por Spider, quien había instalado los implantes de Jane. Spider revela que estaba destinado a recibir los datos de los científicos de Pekín, que es la cura para el "síndrome del temblor negro" robado de Pharmakom; Spider afirma que Pharmakom contiene la cura, pero se niega a entregarla ante todo el mundo porque se están beneficiando de la mitigación para mantener el statu quo, proporcionando mucha riqueza. Desafortunadamente, incluso con la parte de las imágenes de cifrado que tomó Johnny y lo que Spider había recibido no es suficiente para descifrar la mente de Johnny, y Spider sugiere que vean a Jones en la base de los Lo Teks. En ese momento, Karl "Street Preacher" Honig, un asesino contratado por Takahashi, ataca la clínica y mata a Spider; mientras Johnny y Jane se escapan del lugar.
Los dos llegan a la base de los Lo Teks y aprenden de J-Bone que Jones es un delfín que alguna vez estuvo en la Marina y puede ayudar a descifrar los datos en la mente de Johnny. Justo cuando comienzan el procedimiento, Shinji y los yakuza, Takahashi y sus fuerzas de seguridad, y Street Preacher atacan la base, pero Johnny, Jane, J-Bone y los otros Lo Teks logran derrotar a las tres fuerzas. Takahashi entrega una parte de la clave de cifrado antes de morir, pero aún no es suficiente para descifrar completamente los datos y J-Bone le dice a Johnny que tendrá que hackear su propia mente con la ayuda de Jones. El segundo intento comienza y con la ayuda de la IA femenina, Johnny por fin consigue descifrar los datos y al mismo tiempo recuperar los recuerdos de su infancia. Se revela que la IA es la versión virtual de la madre de Johnny, quien también fue la fundadora de Pharmakom, ya que estaba enfurecida porque la compañía retrasó la cura.
A medida que J-Bone envía esos datos con éxito sobre la cura del "síndrome del temblor negro" ante todo el mundo por satélite y con ello también toda la verdad sobre la siniestra actuación de Pharmakom, la gente ve así a través de sus pantallas la información descargada para ellos sobre la cura. Gracias a la información, se curan y en una rebelión general por parte de la gente, Pharmakom es destruida por su infame actuación, lo que también detiene a los yakuza en sus actividades hacia Johnny y los demás.

## Reparto
- Keanu Reeves como Johnny Mnemonic.
- Dina Meyer como Jane.
- Ice T como J-Bone.
- Takeshi Kitano como Takahashi.
- Denis Akiyama como Shinji.
- Dolph Lundgren como Karl "Street Preacher" Honig.
- Henry Rollins como Spider.
- Barbara Sukowa como Anna Kalmann.
- Udo Kier como Ralfi.
- Sherry Miller como la secretaria de Takahashi.
- Diego Chambers como Henson.

## Localizaciones
Johnny Mnemonic se rodó entre el 16 de febrero y el 9 de mayo de 1994 en diversas localizaciones de Estados Unidos y Canadá. Destacan al respecto las poblaciones como Ontario, Toronto, Montreal, todas ellas en Canadá, y en Newark en Estados Unidos.

## Recepción comercial
Recaudó 19 millones de dólares en Estados Unidos. Sumando las recaudaciones internacionales la cifra asciende a 52 millones. Su presupuesto fue de 25 millones.

## Premios
Genie Awards
| Año  | Premio             | Categoría                                      | Persona                                              | Resultado |
| ---- | ------------------ | ---------------------------------------------- | ---------------------------------------------------- | --------- |
| 1996 | Premio Golden Reel | ---                                            | Don Carmody                                          | Ganador   |
| 1996 | Genie              | Mejor dirección de arte / Diseño de Producción | Nilo Rodis-Jamero                                    | Candidato |
| 1996 | Genie              | Mejor sonido                                   | Don White, Douglas Ganton, Leslie Shatz, Scott Purdy | Candidato |

Premios Golden Raspberry
| Año  | Categoría  | Persona      | Resultado |
| ---- | ---------- | ------------ | --------- |
| 1996 | Peor actor | Keanu Reeves | Candidato |

## DVD
Johnny Mnemonic salió a la venta en España, en formato DVD. El disco contiene acceso directo a escenas, menús interactivos y subtítulos en múltiples idiomas. En Estados Unidos salió una edición especial remasterizada, llamada Superbit Collection el 10 de septiembre de 2001, en formato DVD. El disco contiene acceso directo a escenas, menús interactivos y subtítulos en múltiples idiomas.